# Нова Седлиця
Новоселиця (словац. Nová Sedlica, русин. Новоселіця) — село, громада в Снинському окрузі, Пряшівський край, Словаччина. Розташоване в північно-східному куті Словаччини в Буківських горах, у долині річки Глибокий біля кордонів з Польщею та Україною і є найсхіднішою точкою країни. Протікає Збойський потік.

## Назва
Місева хроніка передає, що один староста мав єдиного сина, до якого влюбилася сусідова жінка. Вони вирішили разом втекти і оселилися на відстані 2800 метрів. Тому що були на новому місці, назвали його Новоселиця.

## Географія
Село розташоване в найсхіднішому куті Словаччини біля кордону з Польщею (на півночі) та з Україною (на сході). Недалеко села знаходиться гора Кременець (словац. Kremenec), де збігаються кордони трьох країн (Словаччини, Польщі та України), та створений 1965 року заповідник Стужиця (словац. prales Stužica), площа 423 га, занесений до списку ЮНЕСКО.
Селом протікає річка Глибокий, ліва притока Улички і Стужицька річка.
Кадастр села межує на півночі з кордоном з Польщею (поселенням Мочарне, а далі з селами Ветлина, Береги Горішні), на сході з кордоном з Україною (з селом Стужиця), на півдні та заході з селом Збій.
Площа становить 3302 га.
Висота в центрі села 421 метр, у кадастрі від 370 до 1221 метрів над рівнем моря.

## Історія
Давнє лемківське село. Уперше згадується 1630 року як Rosczel vel Nouoszelicze.
У 1939–44 рр. — під окупацією Угорщини. 24 жовтня 1944 р. село зайняла Червона армія.

## Пам'ятки
У селі є православна церква Успіння Пресвятої Богородиці з 1966 року. Дерев'яна церква Архангела Михаїла з 1745 року перенесена в 1971 році у скансен у Гуменному.

## Населення
| Рік:            | 1994. | 2004.    | 2014.    | 2024.    |
| --------------- | ----- | -------- | -------- | -------- |
| Кількість осіб: | 373   | 323      | 290      | 231      |
| Різниця:        |       | -13,40 % | -10,21 % | -20,34 % |

| Рік:            | 2023. | 2024.   |
| --------------- | ----- | ------- |
| Кількість осіб: | 236   | 231     |
| Різниця:        |       | -2,11 % |

У селі проживає 268 осіб.
Національний склад населення (за даними перепису населення — 2021 року): 
| етнос    | кількість осіб | частка, % |
| -------- | -------------- | --------- |
| словаки  | 200            | 79,68     |
| русини   | 41             | 16,33     |
| українці | 3              | 1,20      |
| чехи     | 2              | 0,80      |
| німці    | 1              | 0,40      |
| інші     | 4              | 1,59      |
| всього   | 251            | 100       |

Склад населення за рідною мовою (за даними перепису населення — 2021 року): 
| мова       | кількість осіб | частка, % |
| ---------- | -------------- | --------- |
| русинська  | 144            | 57,37     |
| словацька  | 96             | 38,25     |
| чеська     | 4              | 1,59      |
| німецька   | 1              | 0,40      |
| українська | 1              | 0,40      |
| інші       | 5              | 1,99      |
| всього     | 251            | 100       |

Склад населення за віросповіданням станом на 2021 рік:
| обряд            | кількість осіб | частка, % |
| ---------------- | -------------- | --------- |
| православ'я      | 190            | 75,70     |
| греко-католицизм | 15             | 5,98      |
| Свідки Єгови     | 11             | 4,38      |
| римо-католицизм  | 6              | 2,39      |
| інші             | 4              | 1,59      |
| не віруючі       | 25             | 9,96      |
| всього           | 251            | 100       |